# Aesalus smithi
Aesalus smithi là một loài bọ cánh cứng trong họ Lucanidae. Loài này được Bates mô tả khoa học năm 1889.